# Neoathyreus moraguesi
Neoathyreus moraguesi är en skalbaggsart som beskrevs av Henry Fuller Howden 2006. Neoathyreus moraguesi ingår i släktet Neoathyreus och familjen Bolboceratidae. Inga underarter finns listade i Catalogue of Life.